# Ratko Tomljanović
Ratko Tomljanović (* 12. September 1966 in der SFR Jugoslawien) ist ein ehemaliger kroatischer Handballspieler.

## Karriere

### Verein
Tomljanović spielte für den RK Zagreb, mit dem er 1989 und 1991 die jugoslawische Meisterschaft sowie 1991 den jugoslawischen Pokal gewann. Nach dem Auseinanderbrechen Jugoslawiens nahm der Rückraumspieler mit Zagreb an der kroatischen Meisterschaft teil, die der Verein 1992, 1993, 1994 und 1995 genau wie den kroatischen Pokal gewann. Höhepunkte seiner Vereinslaufbahn waren die beiden Siege im Europapokal der Landesmeister in den Spielzeiten 1991/92 und 1992/93. In der EHF Champions League 1994/95 unterlag die Mannschaft in den Finalspielen Bidasoa Irun. Von 1995 bis 1998 lief er in der Schweiz für Wacker Thun auf. Zur Saison 1998/99 kehrte er nach Zagreb zurück und gewann erneut das kroatische Double. In der EHF Champions League 1998/99 unterlag die Mannschaft erst in den Finalspielen dem FC Barcelona.

### Nationalmannschaft
Mit der jugoslawischen Nationalmannschaft belegte er den vierter Platz bei der Weltmeisterschaft 1990.
Mit der kroatischen Nationalmannschaft gewann Tomljanović bei den Mittelmeerspiele 1993 die Goldmedaille, bei der Europameisterschaft 1994 die Bronzemedaille, bei der Weltmeisterschaft 1995 die Silbermedaille. Bei der Europameisterschaft 1998 belegte er mit Kroatien den achten Platz.

## Privates
Seine Tochter Ajla spielt professionell Tennis.